# Pulsatilla montana
Pulsatilla montana — вид рослин з родини жовтецевих (Ranunculaceae), поширений у південній Європі від Франції до Молдови.

## Опис
Багаторічна рослина 10–40 см. Кореневище потужне, коричневе. Квітки на злегка нахилених або майже прямих квітконіжках; оцвітина фіолетова, зовні біло-волосиста, спочатку дзвоноподібна, пізніше розкрита, з листочками (плоскими, рідше на верхівці слабо відігнутими), що зіркоподібно розходяться. 

## Поширення
Поширений у південній Європі від Франції до Молдови.

## Галерея

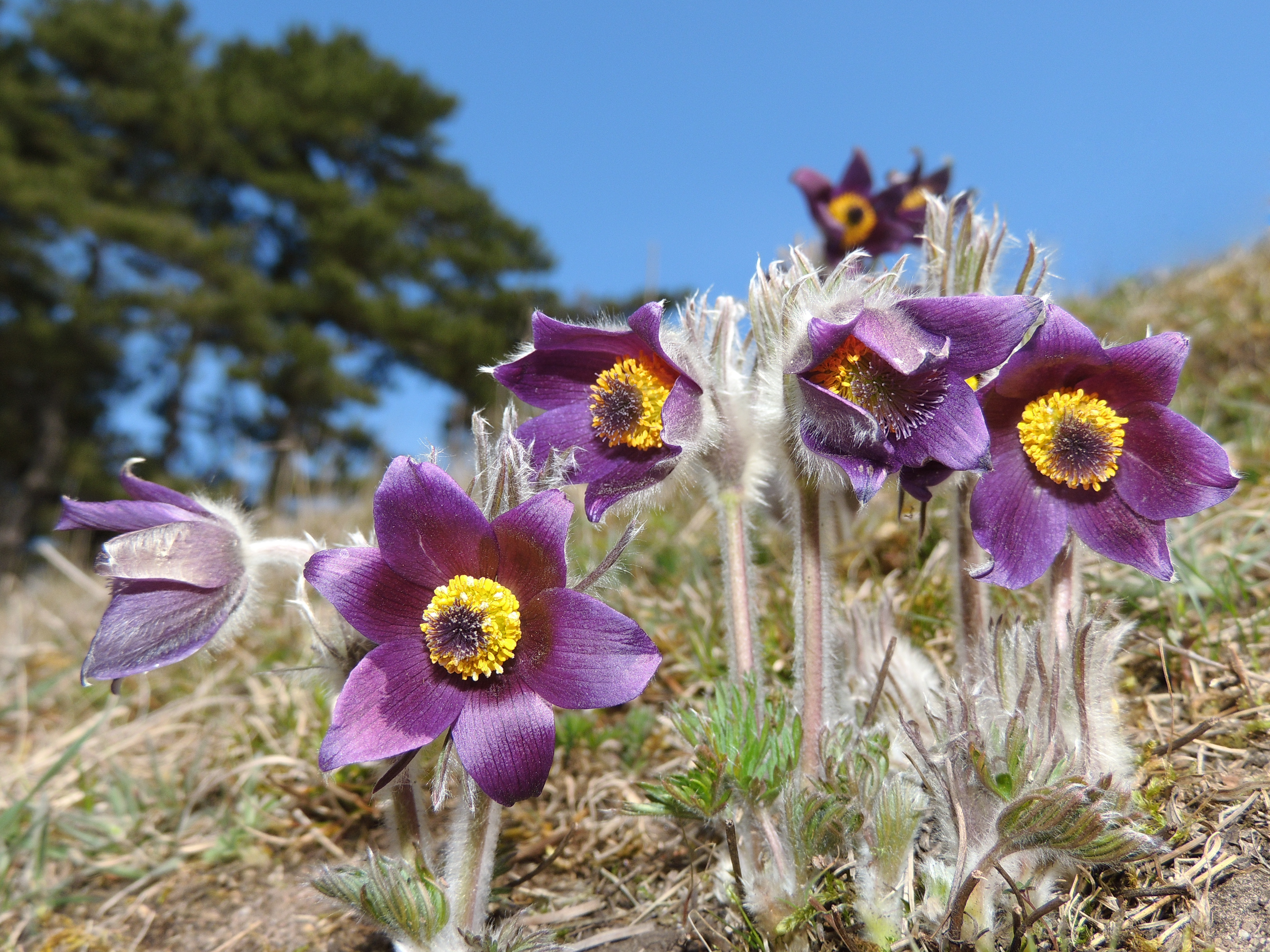
квіти
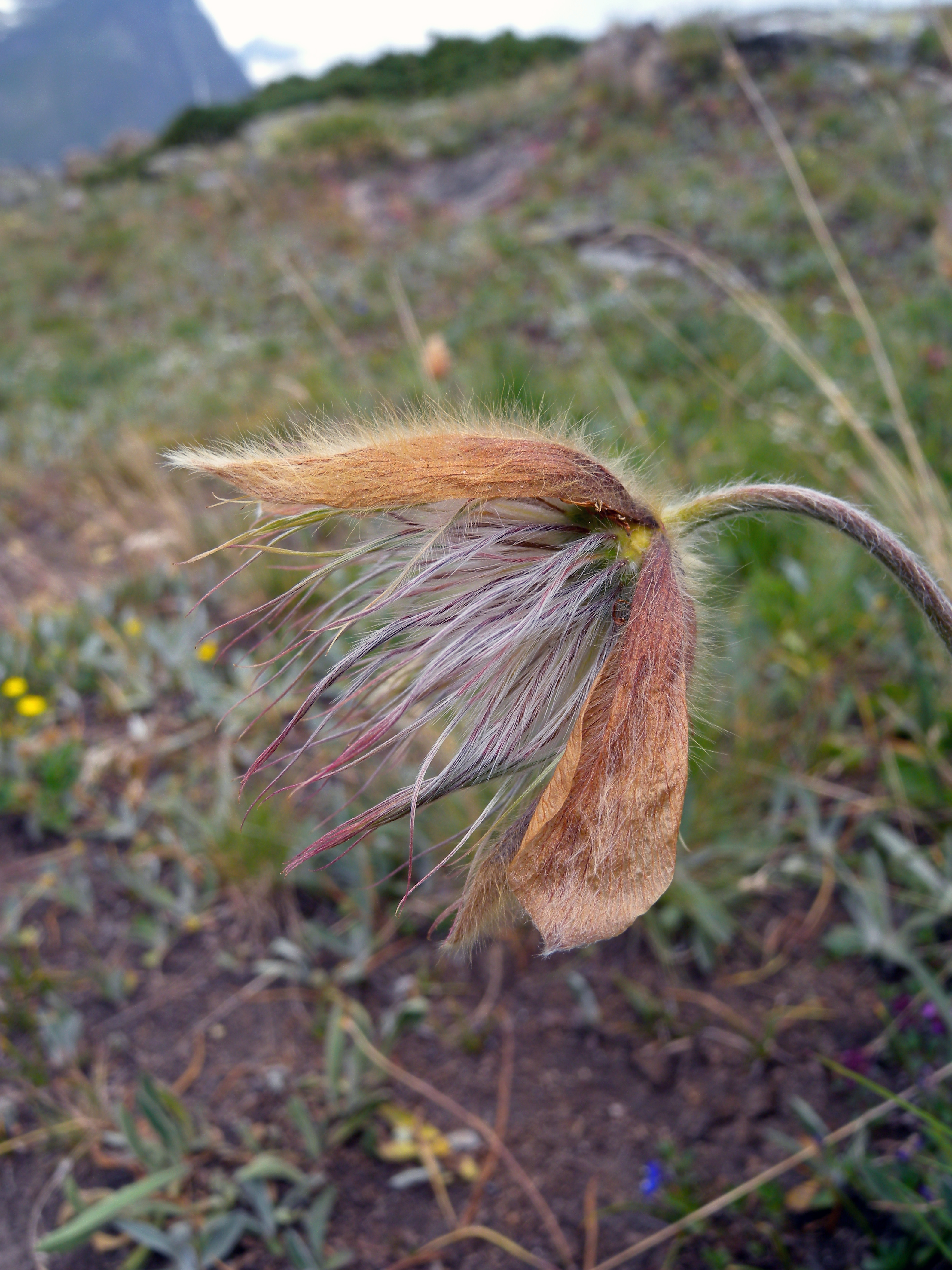
супліддя
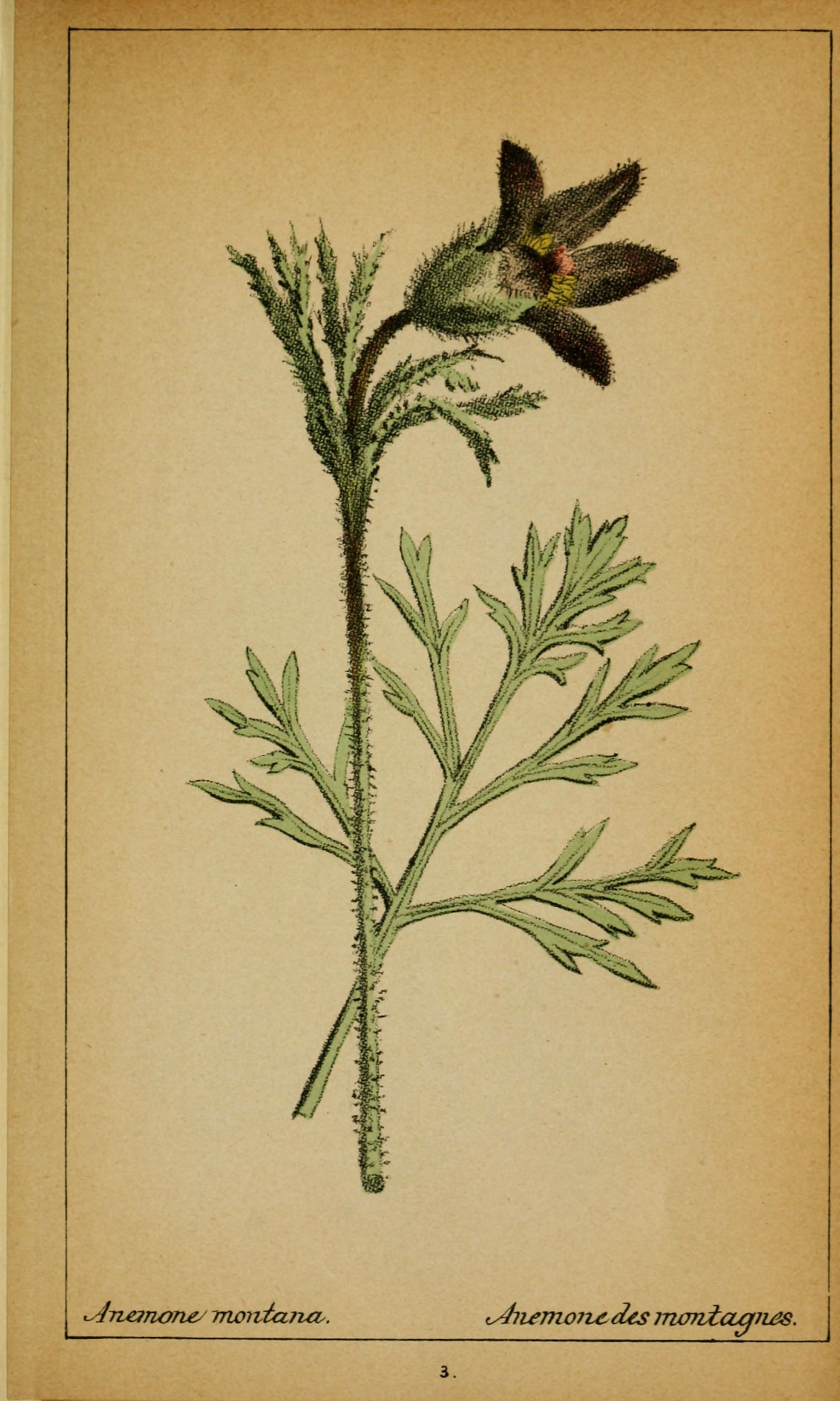
ілюстрація
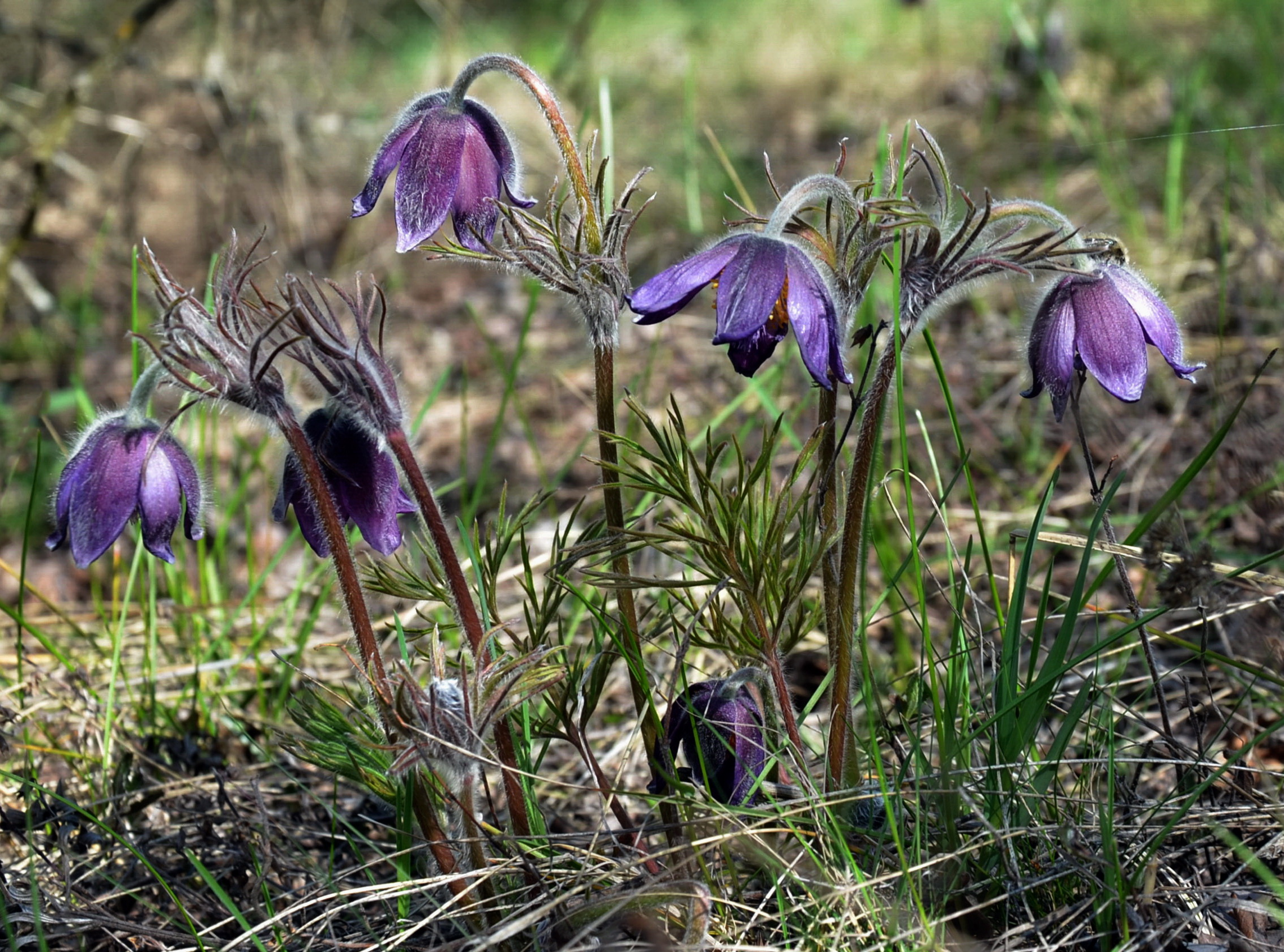
Pulsatilla montana на степових схилах України